# Samalkha
Samalkha là một thành phố và là nơi đặt ủy ban đô thị (municipal committee) của quận Panipat thuộc bang Haryana, Ấn Độ.

## Địa lý
Samalkha có vị trí 29°14′B 77°01′Đ / 29,23°B 77,02°Đ Nó có độ cao trung bình là 227 mét (744 feet).

## Nhân khẩu
Theo điều tra dân số năm 2001 của Ấn Độ, Samalkha có dân số 29.856 người. Phái nam chiếm 55% tổng số dân và phái nữ chiếm 45%. Samalkha có tỷ lệ 68% biết đọc biết viết, cao hơn tỷ lệ trung bình toàn quốc là 59,5%: tỷ lệ cho phái nam là 74%, và tỷ lệ cho phái nữ là 61%. Tại Samalkha, 15% dân số nhỏ hơn 6 tuổi.